# Xu Bei
Xu Bei (* 2. Januar 1983) ist eine ehemalige chinesische Leichtathletin, die sich auf den Weitsprung spezialisiert hat. 2004 wurde sie in dieser Disziplin Hallenasienmeisterin.

## Sportliche Laufbahn
Xu Bei nahm nur an einer internationalen Meisterschaft, den Hallenasienmeisterschaften 2004 in Teheran teil und siegte dort mit einer Weite von 6,30 m.

## Persönliche Bestleistungen
- Weitsprung: 6,61 m, 25. Oktober 2003 in Changsha
  - Weitsprung (Halle): 6,36 m, 19. Februar 2004 in Tianjin